# NGC 69
NGC 69 je galaksija u zviježđu Andromeda.

## Vanjske poveznice
- SEDS: NGC 0069